# Тихонова, Галина Сергеевна
Галина Сергеевна Тихонова (24 февраля 1981) — российская футболистка, нападающая, игрок в футзал и мини-футбол. Выступала за сборную России по футзалу. Мастер спорта России международного класса.

## Биография
В детстве помимо футбола занималась фигурным катанием, а также на любительском уровне конькобежным спортом, лыжами, шашками, шахматами. Азы футбола постигала в калужской ДЮСШ № 5. На взрослом уровне выступала в большом футболе за калужские клубы «Калужанка» и «Анненки» в высшем и первом дивизионах России. Кроме того, один сезон (2002) провела в клубе высшей лиги «Надежда» (Ногинск).
В 2001 году вместе с группой футболисток из Калуги вошла в состав сборной России по футзалу, с которой одержала победу на чемпионате Европы.
В дальнейшем выступала в мини-футболе за клубы первой лиги «Орёл-ГАУ-Атлант» (Орёл), «Триумф» (Брянск), «ДЮСШ-5»/«Ника-СШ № 5» (Калуга) и за ряд калужских клубов, участвовавших в городских соревнованиях.
Есть дочь и сын.